# Etal (Northumberland)
Etal – wieś w Anglii, w hrabstwie Northumberland. Leży 82 km na północny zachód od miasta Newcastle upon Tyne i 478 km na północ od Londynu.